# Ardico Magnini
Pour les articles homonymes, voir Magnini.
Ardico Magnini est un footballeur italien né le 1er octobre 1928 à Pistoia et mort le 3 juillet 2020 à Florence. Il évoluait au poste de défenseur.

## Biographie
International, il reçoit 20 sélections en équipe d'Italie de 1953 à 1957. Il fait partie de l'équipe italienne lors de la Coupe du monde 1954.

## Carrière
- 1947-1950 :  US Pistoiese
- 1950-1958 :  AC Fiorentina
- 1958-1960 :  Genoa CFC
- 1960-1961 :  AC Prato[3],[4]

## Palmarès

### En club
Avec la Fiorentina:
- Champion d'Italie en 1956
- Finaliste de la Coupe des clubs champions européens en 1957